# Γ-十二内酯
γ-十二内酯（英語：γ-dodecalactone），又称4-羟基十二酸内酯或1,4-十二内酯，是一种有机化合物，化学式C12H22O2，是许多植物的挥发性香味成分，可用作食品香精。

## 自然分布
γ-十二内酯在自然中分布广泛，是许多果实香味来源，包括桃子、草莓、李子、杏、茶籽、芒果等，同时也是白酒、威士忌等酒的香味来源之一。在动物制品中也含有γ-十二内酯。特别是奶制品，γ-十二内酯是其特征风味物质。在一些隐翅虫科昆虫分泌的防御性物质中也发现了γ-十二内酯。

## 性质
γ-十二内酯为无色至淡黄色液体。具有带脂肪气的桃样或梨样果香，稍带麝香样香蕴，其脂肪气息比少一个碳的内酯（γ-十一内酯）重，稀释后有桃子和奶油风味。其难溶于水和甘油，稍溶于丙二醇，可溶于乙醇、非挥发性油和矿物油。

## 用途
γ-十二内酯可用作日化香精和食品香精，用于调制椰子、桃、菠萝、坚果、枫槭、梅子、樱桃、杏等果香型香精；黄油、牛奶等乳制品香精。也可作为烟草添加剂增加香烟气味。美国、中国、欧盟等国家已经批准γ-十二内酯作为食品香精使用，美国FEMA认定其安全性等级为公认安全（GRAS），可添加至饮料、冰淇淋、明胶、果冻、糖果、焙烤食品以及布丁中。在欧盟被列入可暂时允许使用食品香精名单，最大用量不超过5 mg/kg。作为合成香料，全球范围内年用量在10-100吨。

## 制备
γ-十二内酯可以人工合成，也可微生物发酵制得。
人工合成法有多重合成路线，包括：
- 壬醇和丙烯酸甲酯在二叔丁基过氧化物引发剂作用下进行自由基加成反应得到[1]。
- 1-十二烯-十二-酸在90°C下用硫酸处理得到[14]。
- 4-羟基十二烷酸进行内酯化反应[15]。
- 丙烯酸甲酯与辛醇反应得到[15]。